# 林國璋
林國璋牧師 （REV Timothy Kwok-Cheung LAM，1961年6月14日—），曾任聖公會聖彼得堂宣教主任、聖公會主誕堂牧師助理。1997年創辦基督教善樂堂，並擔任該堂義務傳道/牧師及堂主任至2018年。2012年發起關懷露宿者的「守護兄弟行動」，有「瞓街牧師」（「瞓街」即「露宿街頭」的粵語）之稱。

## 簡歷
林國璋1961年生於香港，成長於柴灣徙置區，在天台學校就讀幼稚園和小學。他自小熱愛音樂，先後考獲英國皇家音樂學院鋼琴、大提琴、聲樂、樂理四科的八級證書，並以粵語翻譯聖詩超過一千三百首。1980年受洗加入教會，1982年入讀建道神學院，1986年神學畢業後擔任香港潮人生命堂教師，1987任職順天基督徒團契教師，1989年任職基督教從基堂傳道。林牧會三年後，1989年於香港中文大學崇基神學組進修，1992年神道學學士畢業；及後，繼續於香港中文大學音樂系進修，1994年底畢業；林國璋再於2020年取得神學碩士。1995年任職聖公會聖彼得堂宣教主任、及聖公會主誕堂牧師助理。1997至2018年，擔任基督教善樂堂義務傳道、義務牧師及堂主任，他沒有領薪，只透過教授音樂賺取生活所需。2003年3月2日，林國璋被按立為牧師。2023年任北美華人浸信會信友堂訪問牧師。 

## 基督教善樂堂事件
1997年12月，林國璋開荒在筲箕灣開辦獨立教會：基督教善樂堂，「善樂」的意思是：「神本為善，以神為樂」。他先後擔任該堂義務傳道、義務牧師及堂主任等職。 2016年，林國璋邀請早年在香港中文大學讀書時認識的師弟陳龍斌到善樂堂擔任傳道。2016年2月14日，陳龍斌加入善樂堂董事局。
林國璋妻子於2015年逝世後，林計劃於2017年7月與該越南女子在香港註冊結婚，該女子是「守護兄弟行動」受助人，因非法入境將於2017年8月被港府遣返越南。
2017年6月，善樂堂分別在堂務會及會友大會上，討論他計劃與越南女子結婚一事，質疑他沒有申報與越南女子相戀等問題，並要求他道歉、3個月不能主持聖餐及講道，及於4個月內辭任董事會主席兼退出董事會。之後，林國璋取消與越南女子之結婚註冊申請；同年8月25日，林國璋及堂妹林詠宜辭任善樂堂董事。 同年10月8日，善樂堂舉行按牧典禮，林國璋擔任按牧團主席，陳龍斌傳道被按立為牧師。陳龍斌現為善樂堂董事局主席。
林國璋以為接受暫停主持聖餐及講道、辭任董事會主席、退出董事會等處分，並取消與越南女子之結婚註冊後，事件便告一段落。但在一年後（2018年7月8日），善樂堂董事會暨堂議會於該堂網站及面書上發出《有關終止林國璋牧師於本堂之職事》之「嚴正聲明」，指林國璋因涉及利益衝突的操守問題，即時終止他於該堂之職事，並即時起終止該堂之「守護兄弟行動」事工及相關財務管理的支援。林國璋因而被逼離開由自己創立並義務工作二十年的教會。
林國璋指出，善樂堂位於筲箕灣道324號潤民商業中心一樓及四樓的兩層物業，現時市值二千萬港元，他與亡妻以牧師薪金補貼教會開支，以及向友好籌款已供樓近廿年，只剩下約三十萬樓按未還。然而，基督教善樂堂指出，截止2018年9月30日為止，教會物業供款一直由全堂教友及友好共同承擔，林國璋夫婦就一樓物業的供款比例為4.76%，而就四樓物業的供款比例為0.34%。
由於林國璋被逐出善樂堂事件引起基督教內外的議論，袁陳錦美師母（袁天佑牧師妻子）等發起「敦請善樂堂委託獨立委員會調查林國璋牧師事件」公開聯署，請求善樂堂委託獨立委員會調查事件，並作公開交代，以釋教內外的疑惑，而其他參與聯署的教牧或信徒領袖包括甘浩望、張大衛、梁君培、楊天恩、鍾復安、關杜桓、林香蘭、張毅、黃育材、杜崇基、鄒賢程、梁鳳芯、顏志良、譚得志、盧俊宇等。
林國璋亦指陳龍斌、林思漢等人一早已有計劃將林國璋踢出善樂堂。例如林思漢先前於各大專院校成立詩班，在透過大專詩班招攬本身在其他教會聚會的支持者參與善樂堂，「今日詩班，明日思班」（今天是基督徒詩班的成員，明天是林思漢的班底），以此壯大自己在善樂堂的勢力。現時大部分大專院校的詩班均與林思漢有所聯繫，例如指揮均由林思漢或其門生出任。

## 與善樂堂有關的法律訴訟
2018年12月31日，林國璋首先以原訟傳票方式向香港高等法院入稟（案件編號「HCMP 2270/2018」），要求法庭頒佈數項命令，當中包括宣告林國璋為基督教善樂堂有限公司的唯一會員以及善樂堂的所有董事任命完全無效。 
其後，基督教善樂堂入稟高院，指林國璋擔任該教會主席期間違反對該教會董事授信責任，包括未向教會披露而促使教會在過去廿年一直租用林的物業、向其未婚妻提供可觀的金錢、將教會捐款留給自己用等，教會要求法庭下令林交代帳目和賠償損失。
2019年5月2日，林思漢、洪哲海、鄒文軒、陳雅嫦、王思慧及武匡祺以原訟傳票方式向香港高等法院入稟 (「HCMP 651/2019」)，要求法庭頒令宣告林思漢等六人均為基督教善樂堂有限公司之會員。2019年5月23日，在聆聽雙方代表大律師之陳述後，法官陳靜芬資深大律師頒下命令，宣告林思漢、洪哲海、鄒文軒、陳雅嫦、王思慧及武匡祺等六人自1999年9月5日起為基督教善樂堂有限公司之會員，而林國璋一方則需就此案，包括當日聆訊，償還林思漢等共六名原告人的訟費（包括大律師費用）。
2019年5月24日，林國璋一方就 HCMP2270/2018 發出傳票，主動向法庭申請終止該案件。高等法院聆案官雷健文於其後頒下命令，批准林國璋終止案件申請，並需向案中的洪哲海、鄒文軒及陳雅嫦賠償訟費。

## 社會參與
2012年2月15日，香港政府食環署等六個部門於深水埗進行聯合清場行動，將通州街天橋底露宿者趕離現場，並將露宿者的床鋪及私人物品全部丟棄。林國璋因而發起關懷露宿者的「守護兄弟行動」以協助深水埗露宿者。之後林國璋代表露宿者入禀控告食環署要求賠償，2012年10月8日政府終願和解，向每人賠償二千元，這是首宗有露宿者向政府索償並取得賠償的案件。 林國璋被稱為「瞓街牧師」，因為2012年2月開始，他每逢星期二都會到深水埗通洲街橋底露宿，以守護及支援露宿者，免露宿者被政府部門無理對待。
林國璋與黃毓民及黃洋達等社運人士關係密切。2008年12月14日，在基督教善樂堂的十一週年堂慶感恩崇拜中，林國璋為當時的社民連主席黃毓民施行浸禮。  在2012年香港立法會選舉中，林國璋支持九龍東候選人黃洋達，並以「先知」來稱呼黃洋達。
林國璋關心中國人權民主，在六四事件期間他以香港大學生代表身份，赴天安門廣場贈送帳篷物資。他曾在善樂堂教會玻璃窗外貼上「齊唱和平歌，恭賀劉曉波」的大字標語。他的辦公室存放大量六四資料及書籍，而他及善樂堂的電話號碼皆以「8964」作尾。
林國璋亦曾協助2014年時被女僱主羅允彤虐打的印傭Erwiana。

## 個人生活
林國璋牧師妻子林文慧嫻師母任職政府總行政主任，於2015年12月21日因癌症逝世。 林國璋兄長為林萬榮。

## 粵語聖詩
林國璋提倡以本土粵語唱聖詩，從2012年開始「粵譯聖詩」的工作，每天譯一首，至2016年已用粵語翻譯超過一千三百首聖詩，出版《粵語聖詩》共十冊，並曾發行鐳射碟共十三張，另有：《聖誕歌》、《兒童歌》、《雨傘歌》、《教會歌》、《崇拜歌》、《醫者歌》、《頌主歌》、《差傳歌》及《心靈歌》等粵語聖詩。

### 粵語聖詩樂譜書
- 林國璋：《聖誕歌》。香港：基督教善樂堂，2016-11-15。
- 林國璋：《兒童歌》。香港：基督教善樂堂，2016-11-15。
- 林國璋：《雨傘歌》。香港：基督教善樂堂，2015-05-15。
- 林國璋：《教會歌》。香港：基督教善樂堂，2015-05-15。
- 林國璋：《崇拜歌》。香港：基督教善樂堂，2015-05-15。
- 林國璋：《醫者歌》。香港：基督教善樂堂，2015-05-15。

## 著作
- 林國璋：《未完成的婚禮講辭》。香港：基督教善樂堂，2015-06。ISBN 9789881987969 。
- 林國璋：《露宿苦路十四站》。香港：基道出版社，2014-03-31。ISBN 9789881987921  。
- 林國璋：《愛國苦路十四站》。香港：基道出版社，2010-12-01。ISBN 9789881987914 。
- 林國璋：《「六四」苦路十四站》。香港：基督教善樂堂。ISBN 9789881987938 。